# Своими руками
«Своими руками» — дебютный альбом хеви-метал-группы «Скорая помощь». Был записан в октябре 1989 года, в I Студии Дома Радио звукорежиссёром Михаилом Кияковым, часть партий бас-гитары на котором записал Александр Федоров[уточнить]. На следующий год фирма «Мелодия» издала три песни из альбома на сингле. Впервые издан на CD в 2008 году.

## Список композиций
1. Время прозреть;
2. Падший ангел;
3. Последний шанс;
4. Шаг на эшафот;
5. Моя душа (Последний визит);
6. Извержение;
7. Пламя гнева;
8. Сосед;
9. Жив или нет (Сосед-2) (Bonus Track);
10. Изгоните беса (Bonus Track);
11. Рок-н-ролл Стайер (Bonus Track);
12. Взять живым (Bonus Track).

## Клипы к альбому
- Шаг на эшафот;
- Моя душа (Последний визит).

## Участники записи
- Алексей Поляков — вокал,
- Валерий Петров — гитара,
- Сергей Титов — гитара,
- Игорь Григорьев — бас-гитара,
- Евгений Павлов — ударные.